# Ferrensac
Ferrensac ist eine französische Gemeinde mit 202 Einwohnern (Stand 1. Januar 2022) im Département Lot-et-Garonne in der Region Nouvelle-Aquitaine (vor 2016: Aquitanien). Die Gemeinde gehört zum Arrondissement Villeneuve-sur-Lot und zum Kanton Le Val du Dropt.
Der Name der Gemeinde geht wahrscheinlich auf den römischen Namen Ferrandus zurück.
Die Einwohner werden Ferrensacois und Ferrensacois genannt.

## Geographie
Ferrensac liegt ca. 30 km nordwestlich von Villeneuve-sur-Lot in der historischen Provinz Agenais am nördlichen Rand des Départements.
Umgeben wird Ferrensac von den sieben Nachbargemeinden:
| Saint-Quentin-du-Dropt | Cavarc                                      | Doudrac |
| Castillonnès           | Kompassrose, die auf Nachbargemeinden zeigt | Bournel |
|                        | Lougratte                                   | Montaut |

Ferrensac liegt im Einzugsgebiet des Flusses Garonne.
Der Dropt, ein Nebenfluss der Garonne, bildet die natürliche Grenze zu den nördlichen Nachbargemeinden Saint-Quentin-du-Dropt, Cavarc und Doudrac.
Die Douyne, ein Nebenfluss des Dropt, bildet zum größten Teil die natürliche Grenze zur westlichen Nachbargemeinde Castillonnès.
Die Barraca durchquert das Gebiet der Gemeinde und mündet dort in die Douyne.

## Geschichte
Im Weiler Les Rouchoux belegen Spuren einer Römerstraße die Besiedelung während der Antike. Außerdem wurden im Jahre 1965 Reste einer reichen Villa aus der Frühen Kaiserzeit entdeckt. Die Ausgrabungen brachten geprägte Keramikscherben aus Terra Sigillata, eine Fibel mit einem Bogen aus Bronze und Feuerzangen zutage. Abfälle tierischen Ursprungs wie Austernschalen, Schneckenhäuser und Knochen von großen Säugetieren offenbaren die Essensgewohnheiten der damaligen Besitzer.
Die Pfarrgemeinde von Saint-Étienne-de-Ferrensac wurde 1266 erstmals erwähnt, aber ihre Geschichte reicht weiter in die Vergangenheit zurück. Spuren eines Grabhügels auf dem ein Adelssitz, die Keimzelle des Dorfes, errichtet wurde, datiert aus dem Hochmittelalter. Die Etymologie des Namens des Weilers Rouchoux ist ein Hinweis auf eine Burg, die an dieser Stelle erbaut wurde. Der „felsige Berg“ bezeichnet in Wirklichkeit eine Motte.
Im Jahre 1259 wurde die Bastide von Castillonnès gegründet, und die Pfarrgemeinde von Ferrensac lag in ihrem Gerichtsbezirk. Aus kirchlicher Sicht unterstand sie dem Bistum Sarlat bis zur Französischen Revolution.
Die Geschichte des Dorfs ist im Wesentlichen an die seiner adeligen Besitzerfamilien gebunden. Im Mittelalter war Ferrensac abhängig vom Lehen der Familie Alphéry, später von dem der Familie Belcastel.
Im Jahre 1825 wurde die Gemeinde Saint-Martin-Transfort in Ferrensac eingegliedert.

## Einwohnerentwicklung

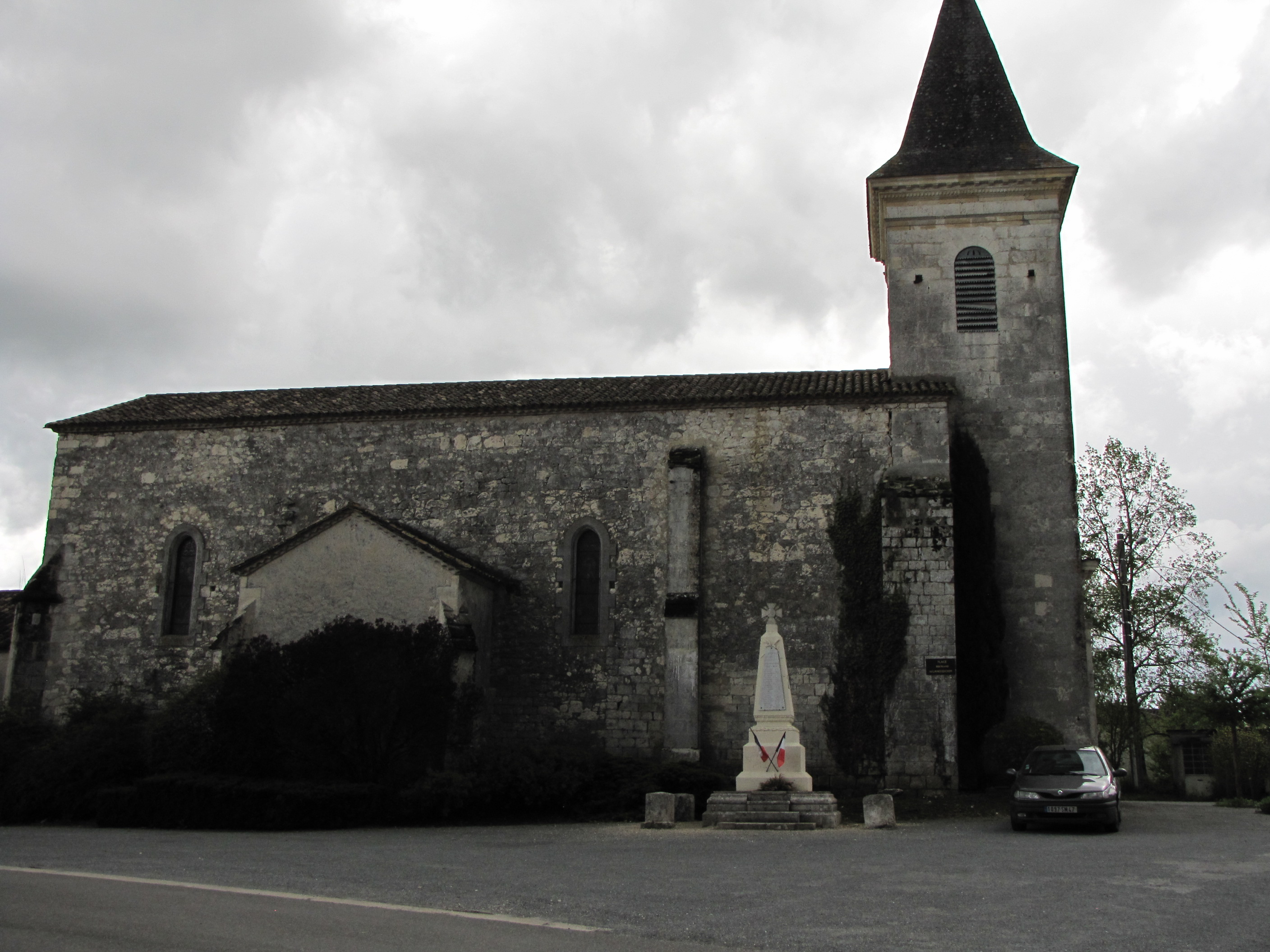
Pfarrkirche Saint-Étienne

Mit der Eingemeindung von Saint-Martin-Transfort stieg die Einwohnerzahl in der ersten Hälfte des 19. Jahrhunderts auf einen Höchststand von 670. In der Folgezeit sank die Größe der Gemeinde bei kurzen Erholungsphasen bis zur Jahrtausendwende auf rund 165 Einwohner, bevor eine Wachstumsphase einsetzte, die die Zahl der Einwohner auf rund 215 stabilisierte.
| Jahr      | 1962 | 1968 | 1975 | 1982 | 1990 | 1999 | 2006 | 2011 | 2022 |
| --------- | ---- | ---- | ---- | ---- | ---- | ---- | ---- | ---- | ---- |
| Einwohner | 249  | 217  | 191  | 195  | 171  | 163  | 204  | 220  | 202  |

## Sehenswürdigkeiten
- Pfarrkirche Saint-Étienne, im 19. Jahrhundert vollständig umgestaltet
- Kapelle Saint-Martin in Saint-Martin-Transfort, erstmalige Erwähnung im Jahre 1152
- Schloss Lamothe aus dem 18. Jahrhundert
- Schloss La Mespoule aus dem 16. Jahrhundert

## Wirtschaft und Infrastruktur
Die Landwirtschaft ist der wichtigste Wirtschaftsfaktor der Gemeinde.

### Verkehr
Ferrensac ist erreichbar über die Routes départementales 2 und 257 sowie über Nebenstraßen, die von der Route départementale 250 abzweigen.